# Liste des films et téléfilms Dragon Ball

Le succès du manga Dragon Ball, et de ses versions animées Dragon Ball et Dragon Ball Z, a donné lieu à la création de plusieurs films, téléfilms et OAV, pouvant faire intervenir des personnages inédits. Les séries Dragon Ball GT et Dragon Ball Super ont également été adaptées en téléfilm ou films d'animation.

## Films
| Légende                                                    |
| ---------------------------------------------------------- |
| Dragon Ball Dragon Ball Z Dragon Ball GT Dragon Ball Super |

L'auteur Akira Toriyama prend en compte les films Dragon Ball et Dragon Ball Z comme des histoires qui ont lieu dans une « dimension différente de l'histoire principale du manga ».
Dans les années 80, trois films provenant de l'univers Dragon Ball sont produits : La Légende de Shenron (1986), Le Château du démon (1987) et L'Aventure mystique (1988). Un quatrième film de l'univers Dragon Ball est produit en 1996 pour fêter le 10e anniversaire de la série, le film s'intitule Dragon Ball : L'Armée du Ruban Rouge et réadapte les huit premiers volumes du manga,,,.
La série Dragon Ball Z est diffusée le 21 avril 1989 pour la première fois au Japon, le premier film lié à l'univers DBZ sort le 15 juillet 1989. Dragon Ball Z comptabilise 15 films, les neuf premiers sont distribués en France directement en VHS. Les quatre premiers volumes (Vol 1 - À la poursuite de Garlic, Vol 2 - Le Robot des glaces, Vol 3 - Le Combat fratricide et Vol 4 - La Menace de Namek) sont vendus sur le territoire français dès septembre 1994 via l'éditeur AK Video,,. AK Video publie ensuite durant noël 1994 les volumes suivants : Vol 5 - La Revanche de Cooler, Vol 6 - Cent Mille Guerriers de métal, Vol 7 - L'Offensive des cyborgs et Vol 8 - Broly le super guerrier,. Chaque volume est vendu 149 F.
La France diffuse pour la première fois au cinéma un film DBZ sous le titre de Dragon Ball Z, le film le 31 octobre 1995, divisé en deux parties, il s'agit des films 12 (Dragon Ball Z : Fusions) et 13 (Dragon Ball Z : L'Attaque du dragon). Le 16 octobre 1996, le second film Dragon Ball Z est diffusé dans les cinémas français et comme pour le précédent film, il est séparé en deux parties regroupant les films 10 (Dragon Ball Z : Rivaux dangereux) et 11 (Dragon Ball Z : Attaque Super Warrior !),.
Après plusieurs années sans film d'animation, le studio Toei Animation décide de produire le 14e film Dragon Ball Z (18e au total), Akira Toriyama est impliqué dans l'écriture du film. Le long métrage sort le 30 mars 2013 au Japon sous le titre de Dragon Ball Z: Battle of Gods. Deux ans plus tard, le 15e film Dragon Ball Z, La Résurrection de ‘F’ est diffusé au cinéma au Japon le 18 avril 2015.
| # | Titre , | Réalisateur         | Sortie                      |
| --- | --- | ------------------- | --------------------------- |
| Film 1 | Dragon Ball : La Légende de Shenron ドラゴンボール 神龍の伝説, Doragon Bōru Shenron no densetsu                                                               | Daisuke Nishio      | 20 oct. 1986                |
| Film 2 | Dragon Ball : Le Château du démon ドラゴンボール 魔神城のねむり姫, Doragon Bōru: Majin-Jō No Nemuri Hime                                                      | Daisuke Nishio      | 18 juill. 1987              |
| Film 3 | Dragon Ball : L'Aventure mystique ドラゴンボール 魔訶不思議大冒険, Doragon Bōru: Makafushigi Dai-Bōken                                                        | Kazuhisa Takanouchi | 9 juill. 1988               |
| Film 4 | Dragon Ball : L'Armée du Ruban Rouge ドラゴンボール 最強への道, Doragon Bōru: Saikyō e no michi                                                               | Shigeyasu Yamauchi  | 14 mars 1996                |
| Film 1 | Dragon Ball Z : À la poursuite de Garlic ドラゴンボールＺ, Doragon Bōru Zetto                                                                                 | Daisuke Nishio      | 15 juill. 1989              |
| Film 2 | Dragon Ball Z : Le Robot des glaces ドラゴンボールZ この世で一番強いヤツ, Doragon Bōru Zetto: Kono Yo de Ichiban Tsuyoi Yatsu                                 | Daisuke Nishio      | 10 mars 1990                |
| Film 3 | Dragon Ball Z : Le Combat fratricide ドラゴンボールZ 地球まるごと超決戦, Doragon Bōru Zetto: Chikyū Marugoto Chōkessen                                        | Daisuke Nishio      | 7 juill. 1990               |
| Film 4 | Dragon Ball Z : La Menace de Namek ドラゴンボールＺ 超サイヤ人だ孫悟空, Doragon Bōru Zetto Sūpā Saiyajin da Son Gokū                                          | Mitsuo Hashimoto    | 11 mars 1991                |
| Film 5 | Dragon Ball Z : La Revanche de Cooler ドラゴンボールZ とびっきりの最強対最強, Doragon Bōru Zetto: Tobikkiri no Saikyō tai Saikyō                              | Mitsuo Hashimoto    | 20 juill. 1991              |
| Film 6 | Dragon Ball Z : Cent Mille Guerriers de métal ドラゴンボールZ 激突!!100億パワーの戦士たち, Doragon Bōru Zetto Gekitotsu!! Hyaku-Oku Pawā no Senshi-tachi      | Daisuke Nishio      | 7 mars 1992                 |
| Film 7 | Dragon Ball Z : L'Offensive des cyborgs ドラゴンボールZ 極限バトル!!三大超サイヤ人, Doragon Bōru Zetto Kyokugen Batoru!! San Dai Sūpā Saiyajin                | Kazuhito Kikushi    | 11 juill. 1992              |
| Film 8 | Dragon Ball Z : Broly le super guerrier ドラゴンボールZ 燃えつきろ!!熱戦・烈戦・超激戦, Doragon Bōru Zetto Moetsukiro!! Nessen Ressen Chō-Gekisen             | Shigeyasu Yamauchi  | 6 mars 1993                 |
| Film 9 | Dragon Ball Z : Les Mercenaires de l'espace ドラゴンボールZ 銀河ギリギリ!!ぶっちぎりの凄い奴, Doragon Bōru Zetto: Ginga Giri-Giri!! Butchigiri no Sugoi Yatsu | Yoshihiro Ueda      | 10 juill. 1993              |
| Film 10 | Dragon Ball Z : Rivaux dangereux ドラゴンボールZ 危険なふたり!超戦士はねむれない, Doragon Bōru Zetto Kiken na Futari! Sūpā Senshi wa Nemurenai                | Shigeyasu Yamauchi  | 12 mars 1994 16 oct. 1996   |
| Film 11 | Dragon Ball Z : Attaque Super Warrior ! ドラゴンボールZ 超戦士撃破!!勝つのはオレだ, Doragon Bōru Zetto: Sūpā senshi gekiha!! Katsu no ha ore da               | Yoshihiro Ueda      | 9 juill. 1994 16 oct. 1996  |
| Film 12 | Dragon Ball Z : Fusions ドラゴンボールZ 復活のフュージョン!!悟空とベジータ, Doragon Bōru Zetto: Fukkatsu no fyūjon !! Gokū to Bejīta                          | Shigeyasu Yamauchi  | 4 mars 1995 31 oct. 1995    |
| Film 13 | Dragon Ball Z : L'Attaque du dragon ドラゴンボールZ 龍拳爆発!!悟空がやらねば誰がやる, Doragon Bōru Zetto: Ryū-Ken bakuhatsu !! Gokū ga yaraneba dare ga yaru  | Mitsuo Hashimoto    | 15 juill. 1995 31 oct. 1995 |
| Film 14 | Dragon Ball Z: Battle of Gods ドラゴンボールZ 神と神, Doragon Bōru Zetto: Kami to Kami                                                                        | Masahiro Hosoda     | 30 mars 2013 11 fév. 2015   |
| Film 15 | Dragon Ball Z : La Résurrection de ‘F’ ドラゴンボールZ 復活の「F」, Doragon Bōru Zetto: Fukkatsu no Efu                                                       | Tadayoshi Yamamuro  | 18 avr. 2015 11 sept. 2015  |
| Film 1 | Dragon Ball Super: Broly ドラゴンボール超 ブロリー, Doragon bōru sūpā: Burorī                                                                                 | Tatsuya Nagamine    | 14 déc. 2018 13 mars 2019   |
| Film 2 | Dragon Ball Super: Super Hero ドラゴンボール超 スーパーヒーロー, Doragon Bōru Sūpā: Sūpā Hīrō                                                                 | Tetsuro Kodama      | 11 juin 2022 5 oct. 2022    |
| En France, la plupart des films d’animation de Dragon Ball et Dragon Ball Z sont sortis directement en vidéo. Néanmoins, deux longs métrages sont sortis au cinéma. Pour atteindre la durée d’un long métrage, ces films sont composés chacun de deux segments. - Dragon Ball Z, le film, sorti le 31 octobre 1995, est composé des deux longs métrages sortis en salles au Japon : Fusions et L’Attaque du dragon. - Dragon Ball Z 2, le film, sorti le 16 octobre 1996, est composé des deux longs métrages, centrés tous les deux autour du personnage de Broly : Rivaux dangereux et Attaque Super Warrior !,. | |                     |                             |

## TV Special / Téléfilms
| #         | Titre , | Réalisateur                    | Sortie       |
| --------- | --- | ------------------------------ | ------------ |
| Special 1 | Gokū no kōtsū ansen 悟空の交通安全, Gokū no kōtsū ansen | Mitsuo Hashimoto               | juin 1988    |
| Special 2 | Gokū no shōbō-tai 悟空の消防隊, Gokū no shōbō-tai | Kazuhisa Takenōchi             | juin 1988    |
| Special 1 | Dragon Ball Z : Baddack contre Freezer ドラゴンボールゼット たったひとりの最終決戦～フリーザに挑んだZ戦士 孫悟空の父～, Doragon Bōru Zetto Tatta Hitori no Saishū Kessen~Furīza ni Idonda Zetto Senshi Son Gokū no Chichi~ | Mitsuo Ashimoto                | 17 oct. 1990 |
| Special 2 | Dragon Ball Z : L'Histoire de Trunks ドラゴンボールゼット 絶望への反抗!!残された超戦士・悟飯とトランクス, Doragon Bōru Zetto: Zetsubō e no hankō !! Nokosareta chō senshi • Gohan to Torankusu                             | Yoshihiro Ueda                 | 24 fév. 1993 |
| Special 3 | Zenbu Misemasu Toshi Wasure Dragon Ball Z 全部 見せます 年忘れ ドラゴン ボール ゼット, Zenbu Misemasu Toshi Wasure Doragon Boru Zetto                                                                                      | Inconnu                        | 31 déc. 1993 |
| Téléfilm  | Dragon Ball GT : Cent Ans après 悟空外伝！ 勇気の証しは四星球, Gokū gaiden! Yūki no akashi wa Sūshinchū | Yoshihiro Ueda Hidehiko Kadota | 26 mars 1997 |
| Crossover | Dream 9 Toriko & One Piece & Dragon Ball Z Chō Collaboration Special!! ドリーム9 トリコ×ONE PIECE×ドラゴンボールZ 超コラボスペシャル!!                                                                                     | Mitsuo Hashimoto               | 7 avr. 2013  |

## OAV
L'OAV Dragon Ball Z : Le Plan d'éradication des Super Saïyens sorti en 1993, est remasterisé et inclus en 2010 dans le jeu vidéo Dragon Ball: Raging Blast 2.
| #   | Titre , | Réalisateur        | Sortie                      |
| --- | --- | ------------------ | --------------------------- |
| OAV | Dragon Ball Z : Le Plan d'éradication des Super Saïyens ドラゴンボールZ外伝 サイヤ人絶滅計画, Doragon bōru zetto gaiden: Saiyajin zetsumetsu keikaku                          | Shigeyasu Yamauchi | 6 sept. 1993 11 nov. 2010 R |
| OAV | Dragon Ball : Salut ! Son Goku et ses amis sont de retour !! ドラゴンボール オッス！帰ってきた孫悟空と仲間たち！！, Doragon Bōru Ossu! Kaette kita Son Gokū to nakama-tachi!! | Yoshihiro Ueda     | 21 sept. 2008               |
| OAV | Dragon Ball : Épisode de Bardock ドラゴンボール エピソード オブ バーダック, Doragon bōru: Episōdo obu Bādakku                                                                 | Yoshihiro Ueda     | 17 déc. 2011                |

R : Remake

## Films Live
| #         | Titre | Réalisateur         | Sortie                     |
| --------- | --- | ------------------- | -------------------------- |
| Film Live | Dragon Ball 드래곤볼 싸워라 손오공 이겨라 손오공 (Deuraegon Bor Ssawora Son o gong, Igyeora Son o gong                             | Wang Ryong          | 12 oct. 1990               |
| Film Live | Dragon Ball, le film : La Légende des sept boules de cristal 新七龍珠 神龍的傳說 ; pinyin : Xīn qī lóng zhū Shén lóng de chuán shu | Joe Chan Leung Chun | 30 nov. 1991               |
| Film Live | Dragonball Evolution | James Wong          | 10 avr. 2009 1er avr. 2009 |